# Ljutež
Ljutež (en serbe cyrillique : Љутеж) est un village de Serbie situé dans la municipalité de Vladičin Han, district de Pčinja. Au recensement de 2011, il comptait 140 habitants.

## Démographie
| 1948 | 1953 | 1961 | 1971 | 1981 | 1991 | 2002 | 2011 |
| ---- | ---- | ---- | ---- | ---- | ---- | ---- | ---- |
| 480  | 480  | 498  | 507  | 458  | 398  | 281  | 140  |

|  |